# Edgar Moreira da Cunha
Edgar Moreira da Cunha (21 de agosto de 1953) es un prelado estadounidense nacido en Brasil de la Iglesia católica, que se desempeña como obispo de la Diócesis de Fall River en Massachusetts desde 2014.

## Biografía

### Primeros años
Edgar M. da Cunha nació en Nova Fátima, Estado de Bahía, en Brasil. Asistió a un seminario menor en Riachão do Jacuípe dirigido por la Sociedad de las Divinas Vocaciones.  Después de unirse a su orden, da Cunha estudió Filosofía en la Universidad Católica de Salvador. Luego se mudó a los Estados Unidos para estudiar teología en el Seminario de la Inmaculada Concepción en la Universidad de Seton Hall, donde se graduó con una Maestría en Divinidad.

### Sacerdocio
Da Cunha fue ordenado sacerdote en la Iglesia de San Miguel en Newark, Nueva Jersey el 27 de marzo de 1982 por el obispo Joseph Francis.
Da Cunha luego se desempeñó como vicario parroquial y director de vocaciones de la parroquia de St. Michael.  En 1983, da Cunha se mudó a la parroquia de Saint Nicholas en Palisades Park, Nueva Jersey para servir como vicario parroquial y director de vocaciones allí.  De Cunha inició una misa en portugués en St. Michael's para inmigrantes brasileños en el área.

### Obispo auxiliar de Newark
Da Cunha fue nombrado obispo auxiliar de la Arquidiócesis de Newark y obispo titular de Ucres, el 27 de junio de 2003 por Juan Pablo II.  Da Cunha fue consagrado en la Catedral Basílica del Sagrado Corazón en Newark el 3 de septiembre de 2003 por el arzobispo John J Myers.  Da Cunha se convirtió en el primer obispo católico nacido en Brasil en los Estados Unidos.
Da Cunha se desempeñó como miembro de la Junta de Consultores de la Arquidiócesis de Newark, el Consejo Presbiteral, la Junta de Personal del Clero y la junta de obispos de la Conferencia Católica de Nueva Jersey (NJCC).  En octubre de 2003, da Cunha se convirtió en obispo regional del condado de Essex, Nueva Jersey. En 2005, fue nombrado vicario arquidiocesano para la evangelización y en 2013 vicario general para la arquidiócesis.

### Obispo de Fall River
El 3 de julio de 2014, da Cunha fue designado por el Papa Francisco como el octavo obispo de la Diócesis de Fall River y fue instalado el 24 de septiembre de 2014.

En mayo de 2019, da Cunha suspendió a Bruce Neylon, pastor de la parroquia Holy Trinity en Fall River, Massachusetts, con base en acusaciones creíbles de abuso sexual de un menor durante la década de 1980.  El 7 de enero de 2021, la diócesis publicó una lista de 75 sacerdotes que habían sido acusados de manera creíble o públicamente de abuso sexual de menores y adultos vulnerables.  Da Cunha hizo esta declaración:
Como su obispo, lamento profunda y profundamente el abuso perpetrado por los sacerdotes dentro de esta diócesis y me he vuelto a comprometer a hacer todo lo que esté a mi alcance para garantizar que esto nunca vuelva a suceder”.